# Eudocia di Leušino
Eudocia di Leušino (Bolscie Noviski, 1803 – 24 dicembre 1886) fu una "Stolta in Cristo" venerata santa dalla Chiesa ortodossa russa, che la ricorda il 5 gennaio.

## Biografia
Eudocia nacque all'inizio del XIX secolo a Bolscie Noviski, terzogenita di una famiglia di servi della gleba russi. Sposata a sedici anni ad un contadino del posto, subì da questi e dalla sua famiglia numerosi maltrattamenti tanto che era spesso solita scappare dalla propria abitazione per rifugiarsi nei boschi vicini. Qui passava giorni e notti all'addiaccio finché qualcuno non riusciva a catturarla con la forza e a riportarla a casa, di nuovo soggetta ad ogni tipo di violenze fisiche e morali. Nel 1824, alla morte del marito, fu costretta dal proprio signore a risposarsi con un altro servo della gleba del luogo, dal quale ebbe tre figli.
Poiché i maltrattamenti seguitavano anche durante il secondo matrimonio, Eudocia riprese a scappare nella boscaglia. Durante una di queste fughe decise di diventare una "Stolta in Cristo", così com'erano chiamati coloro i quali simulando pazzia, vivendo in povertà e pregando incessantemente ritenevano di poter prendere parte alla Passione di Gesù. Iniziò quindi a non curarsi più né della propria persona né della propria pulizia personale, simulando pazzia verso i propri familiari e chi incontrava, girovagando sempre sporca, piena di pulci e coperta di stracci. Iniziò in quel periodo a portare sempre con sé due fagotti con all'interno rifiuti di ogni genere, che era solita chiamare "il suo tesoro" e che si rifiutava di gettare, aggredendo scontrosa chi le proponeva di farlo. 

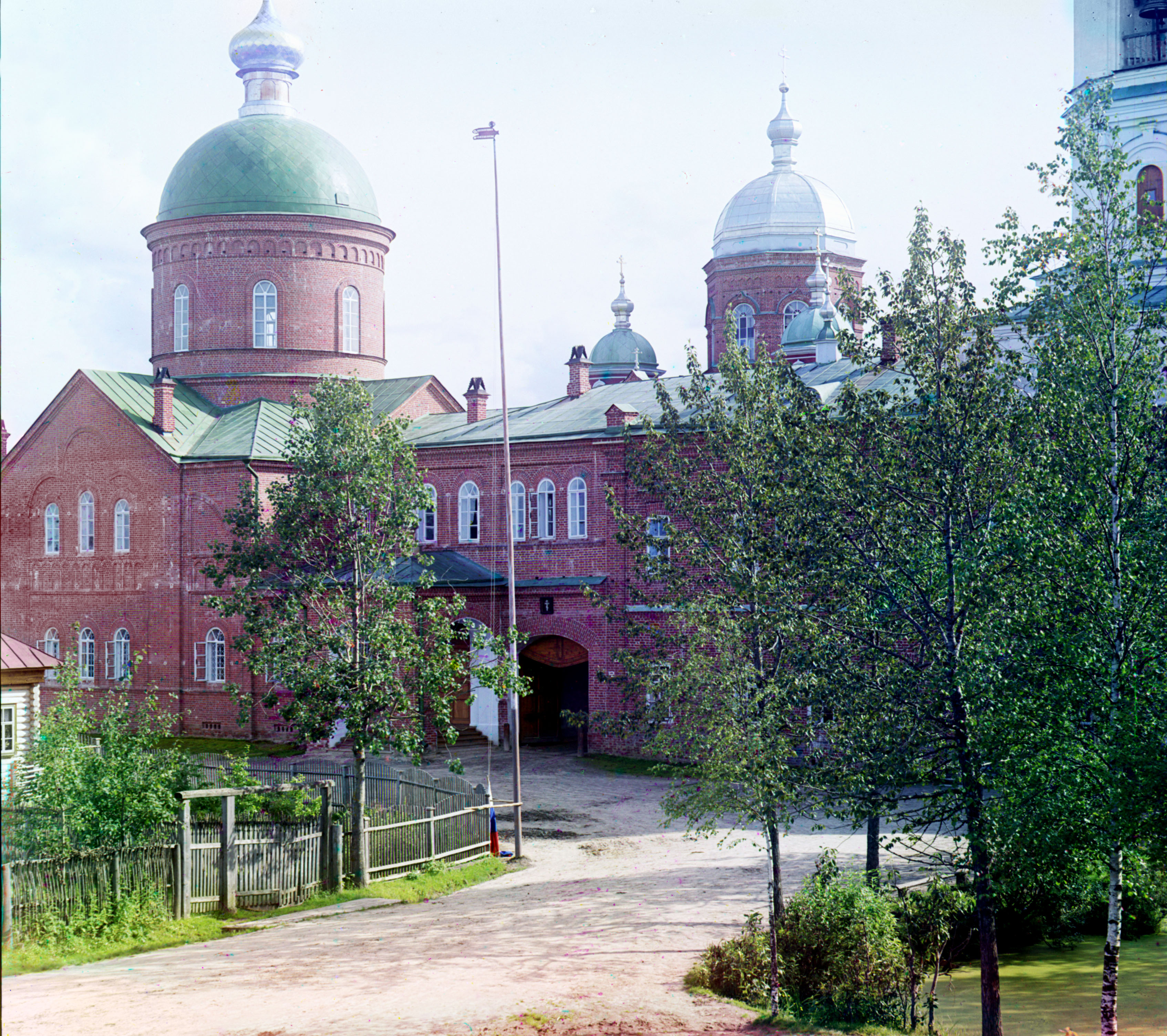
Il convento di Leušino in una foto del 1909 di Prokudin-Gorsky

Esasperati da questo stato di cose e poiché i figli erano ormai diventati adulti, dopo vent'anni di matrimonio i familiari rinunciarono a inseguirla per boschi e campi, abbandonandola al proprio destino. Eudocia riuscì tuttavia ugualmente a sopravvivere, elemosinando e dormendo all'aperto d'estate e in casa di contadini in inverno. Era particolarmente ben voluta da questi ultimi perché in più di un'occasione il suo aiuto era determinante nel ritrovare il bestiame disperso. In questo periodo, inoltre, la gente del luogo iniziò a venerarla in quanto la riteneva dotata del dono della chiaroveggenza.
Nel 1872 si trasferì in una comunità di religiose a Leušino che, nel decennio successivo, fu trasformata in un convento femminile per volere del Metropolita Isidor. Venne allora nominata egumena Thaisia, considerata la figlia spirituale di San Giovanni di Kronstadt, con la quale Eudocia visse in strettissimo rapporto fino alla sua morte, avvenuta la vigilia di Natale del 1886 (5 gennaio del calendario gregoriano).

## Miracoli e leggende devozionali
Il Zhizneopisanie yuridivoj starizy Eudokii Rodionovoj, opera russa del 2003 che racchiude l'agiografia completa della santa, contiene un copioso numero di leggende devozionali attribuite ad Eudocia, la maggior parte delle quali legate alla sua fama di chiaroveggente. Di seguito si indicheranno le più significative
- Si narra che mentre abitava ancora nel suo villaggio natale i suoi due fratelli, che non credevano nella santità di Eudocia e che volevano per tale motivo metterla alla prova, inviarono le loro mogli affinché la santa rivelasse loro se sarebbero o meno riusciti ad aprire una stazione di posta, per la quale da tempo avevano chiesto invano un'autorizzazione. Eudocia, mentre queste erano ancora per la strada, corse fuori dalla casa dei contadini che la ospitavano gridando "Fatevi da parte, la posta sta arrivando, non vedete?". Pochi giorni dopo giunse ai fratelli la risposta affermativa del governatorato.
- Dopo il suo trasferimento nel convento, trovandosi ospite del parroco del piccolo villaggio di Lubez, approfittando della disattenzione di questi e della sua famiglia, iniziò a trasportare fuori dalla casa tutta la mobilia. Il parroco, quando si accorse di questo la sgridò aspramente e le chiese il motivo del suo comportamento, si sentì rispondere: "Le sto portando dove tu le porterai presto". Infuriato scacciò la santa dalla propria abitazione. Pochi giorni dopo, durante la festa della Madonna di Kazan, un incendio divampò nella chiesa del paese e arse anche la casa del parroco divorando tutta la mobilia che questi aveva riportato al suo interno.
- La mattina del 15 marzo 1881 Eudocia si trovava, come suo solito, alla funzione mattutina quando, alzatasi di colpo, incominciò a gridare: "Piter è stata incendiata! Hanno ucciso il nostro carissimo babbo, maledetti miscredenti!". Piangendo fu allora riaccompagnata nella sua cella dalle altre monache. Il giorno dopo arrivò a Leušino la notizia della morte dello zar Alessandro II, ucciso in un attentato dinamitardo nei pressi del Palazzo d'Inverno.

## Fonti
- Alex Sivag, Lucio Coco, Le sante stolte della Chiesa russa. Roma, Città nuova editrice, 2006.